# Saint-Ouen-le-Brisoult
 Saint-Ouen-le-Brisoult  es una población y comuna francesa, en la región de Baja Normandía, departamento de Orne, en el distrito de Alençon y cantón de Carrouges.

## Demografía
| 200 | 172 | 138 | 125 | 121 | 105 |
| Para los censos de 1962 a 1999 la población legal corresponde a la población sin duplicidades (Fuente: INSEE [Consultar]) |     |     |     |     |     |